# Symposium Hellenisticum
Das Symposium Hellenisticum war ein seit 1978 regelmäßig stattfindendes, internationales Symposion ausgewiesener Forscher zur hellenistischen Philosophie. Es handelte sich dabei um geschlossene Veranstaltungen von Fachleuten, an denen nur auf Einladung durch das wissenschaftliche Komitee teilgenommen werden konnte. Begründet wurde die nach dem Vorbild des Symposium Aristotelicum konzipierte Konferenzreihe durch Malcolm Schofield, Myles Burnyeat und Jonathan Barnes. Das letzte Symposium Hellenisticum fand 2022 statt.

## Liste der Symposia und Tagungsakten
- 1: Oxford 1978
  - Malcolm Schofield, Myles Burnyeat, Jonathan Barnes (Hrsg.): Doubt and Dogmatism. Studies in Hellenistic Epistemology. Clarendon Press, Oxford 1980.
- 2: Paris 1980
  - Jonathan Barnes, Jacques Brunschwig, Myles Burnyeat, Malcolm Schofield (Hrsg.): Science and Speculation. Studies in Hellenistic Theory and Practice. Cambridge University Press, Cambridge 1982.
- 3: Bad Homburg 1983
  - Malcolm Schofield, Gisela Striker (Hrsg.): The Norms of Nature. Studies in Hellenistic Ethics. Cambridge University Press, Cambridge 1986.
- 4: Pontignano 1986
  - Jonathan Barnes, Mario Mignucci (Hrsg.): Matter and Metaphysics. Symposium Hellenisticum IV. Bibliopolis, Neapel 1988
- 5: Champagnole 1989
  - Jacques Brunschwig, Martha Nussbaum (Hrsg.): Passions and Perception. Studies in Hellenistic Philosophy of Mind. Proceedings of the Fifth Symposium Hellenisticum. Cambridge University Press, Cambridge 1993.
- 6: Cambridge 1992
  - André Laks, Malcolm Schofield (Hrsg.): Justice and generosity. Studies in Hellenistic social and political philosophy. Proceedings of the sixth Symposium Hellenisticum. Cambridge University Press, Cambridge 1995, ISBN 0-521-45293-7.
- 7: Utrecht 1995
  - Brad Inwood, Jaap Mansfeld (Hrsg.): Assent and Argument. Studies in Cicero's Academic Books. Cambridge University Press, Cambridge 1997.
- 8: Villeneuve-d'Asq 1998
  - Dorothea Frede, André Laks (Hrsg.): Traditions of Theology. Studies in Hellenistic Theology, Its Background and Aftermath. Brill, Leiden 2002.
- 9: Hamburg 2001
  - Brad Inwood, Dorothea Frede (Hrsg.): Language and Learning. Proceedings of the 2001 Symposium Hellenisticum. Cambridge University Press, Cambridge 2005.
- 10: Rom 2004
  - Anna Maria Ioppolo, David Sedley (Hrsg.): Pyrrhonists, Patricians, Platonizers. Hellenistic Philosophy in the Period 155–86 BC. Bibliopolis, Neapel 2007.
- 11: Delphi 2007
  - Keimpe Algra, Katerina Ierodiakonou (Hrsg.): Sextus Empiricus and Ancient Physics. Cambridge University Press, Cambridge 2015.
- 12: Budapest 2010
  - Julia Annas, Gábor Betegh (Hrsg.): Cicero's De Finibus: Philosophical Approaches. Cambridge University Press, Cambridge 2016.
- 13: Pont-à-Mousson, Abbaye des Prémontrés 2013
  - Thomas Bénatouïl, Katerina Ierodiakonou (Hrsg.): Dialectic after Plato and Aristotle. Proceedings of the XIIIth Symposium Hellenisticum. Symposium Hellenisticum, July 2013, Pont-à-Mousson, France. Cambridge University Press, Cambridge 2019.
- 14: 2016
- 15: 2019
- 16: 2022